# Pomnik Samuela Lindego w Toruniu
Pomnik Samuela Lindego w Toruniu – pomnik odsłonięty 20 grudnia 1976 przed budynkiem Książnicy Kopernikańskiej w Toruniu przy ul. Słowackiego w Toruniu. Autorem projektu pomnika jest prof. Witold Marciniak. Monument składa się z kamiennego cokołu z napisem Samuel Bogumił Linde – 1771-1847 – twórca Słownika języka polskiego oraz z ponadnaturalnej wielkości postaci Lindego wyrzeźbionej z brązu.